# Francisco de Alfaro (jurista)
Francisco de Alfaro (Sevilla, 1551 – Madrid, 1644) fue un jurista español que ejerció distintos cargos en las Audiencias de varios reinos de Indias, culminando su carrera, de vuelta a la península, como consejero en el Consejo de Indias.
Tras ser fiscal en la Real Audiencia de Panamá (1594), pasó a la la de Lima o a la de Charcas (1597). El virrey Juan de Mendoza y Luna o el presidente de la Audiencia de Charcas le nombró "Visitador General de las provincias del Río de la Plata, Tucumán y Paraguay" (1606). Como resultado de esta comisión, redactó las llamadas Ordenanzas de Alfaro, en las que se protegía a los indios, recordando la prohibición de la esclavitud en ellos y prohibiendo la radicación de españoles, negros y mulatos en sus poblaciones, la separación de sus respectivas chácaras ("en el contorno del pueblo de indios, o de chacaras suyas no podía haber chacaras de españoles en distancia de media legua"), así como la separación de los terrenos para su ganado. Establecía como obligación de los indios el pago de una tasa o tributo en especie o trabajo, en vez del servicio personal. Permitía un máximo de treinta días de servicio de mita, a la vez que establecía la obligación del pago de salarios por el trabajo de los indios. Se publicaron el 11 de octubre de 1611 en Asunción (Paraguay).
En la junta celebrada en Santiago del Estero (12 de diciembre de 1611) Alfaro respaldó la postura abolicionista de la encomienda que defendían jesuitas y franciscanos, con el apoyo de Hernando de Trejo y Sanabria, obispo de Córdoba del Tucumán; contra la postura de la mayor parte de los laicos españoles, defendida entre los clérigos por los mercedarios, que consideraban inaplicables y de imposible cumplimiento las Ordenanzas de Alfaro, entre otras cosas porque la separación entre españoles e indios no era factible, al haberse criado ya todos juntos desde que nacieron "llamándose y tratándose como hermanos".
La trascendencia de las ordenanzas fue relativa, puesto que tras la rebelión de los indios guaycurús y payaguas en 1613 (los cuales, según el Procurador General Manuel de Frías se habían vuelto "altaneros" como consecuencia de las propias Ordenanzas de Alfaro), se llevó a cabo una guerra abierta contra ellos, permitiéndose incluso por el Consejo de Indias (16 de abril de 1618) la reducción de los indios capturados a esclavitud "de servicio" (es decir, que su captor podía mantener su posesión y utilizarlos, pero no venderlos). No obstante, su texto se incorporó a la Recopilación de Leyes de Indias.